# حوزه انتخابیه هشتم فلوریدا

حوزه فلوریدا

حوزه انتخابیه هشتم فلوریدا یک حوزه انتخابیه مجلس نمایندگان آمریکا است که در ایالت فلوریدا قرار دارد.